# Joan Vizcaíno Morcillo
Joan Vizcaíno Morcillo (6 d'agost de 1966, Pobla de Mafumet, Tarragonès), és un exfutbolista català que va jugar com a migcampista defensiu. Va destacar per la seva col·locació i anticipació en tasques defensives i pel seu potent tir des de fora de l'àrea. El seu primer equip professional va ser el Reial Saragossa, al qual va arribar el 1987 procedent de l'Alagón, però és recordat principalment per la seva etapa a l'Atlètic de Madrid. Va ser internacional amb la selecció catalana i amb la selecció espanyola.

## Trajectòria
Vizcaíno va debutar en primera divisió en el Reial Saragossa el 1987, on va jugar tres temporades. D'aquí va passar a jugar en l'Atlètic de Madrid, on va jugar 8 temporades, guanyant 1 Lliga i 3 Copes del Rei, i va formar part de l'equip titular del doblet.
Posteriorment va jugar en el Reial Valladolid a Primera i en l'Elx CF i Gimnàstic de Tarragona en Segona Divisió. A l'equip tarragoní es va retirar en 2004.
En total va acumular fins a 13 temporades en primera divisió, titular pràcticament a totes elles en els diferents equips que va passar.

### Clubs
| Club                   | ANY       |
| ---------------------- | --------- |
| Reial Saragossa        | 1987-1990 |
| Atlètic de Madrid      | 1990-1998 |
| Reial Valladolid       | 1998-2000 |
| Elx CF                 | 2000-2001 |
| Gimnàstic de Tarragona | 2001-2004 |

## Selecció
Va ser internacional amb la selecció espanyola en 15 ocasions entre 1991 i 1992.